# Slanke zeespinnen
Slanke zeespinnen (Nymphonidae) vormen een familie binnen de orde Pantopoda.

## Kenmerken
Deze zeespinnen hebben een slank lichaam en een forse steeksnuit. De cheliferen, die zich aan de voorkant van de kop bevinden, zijn voorzien van tangetjes. Het voorste paar looppoten heeft 10 geledingen, die als eidrager dienstdoen. Daarachter bevinden zich nog eens 4 tot 6 paar normale looppoten. De lichaamslengte varieert van 1 tot 8 mm.

## Leefwijze
Deze actieve zeespinnen zwemmen meer dan andere soorten. Ze voeden zich met zachte ongewervelden, zoals poliepen en mosdiertjes.

## Verspreiding en leefgebied
Deze familie komt voor langs de boorden van de Atlantische Oceaan, van de getijdenzone tot in diep water